# Świąteczny duch
Świąteczny duch (ang. The Christmas Spirit) – amerykański film familijny z 2013 roku. W Polsce emitowany w TV Trwam.

## Fabuła
Młoda dziennikarka, Charlotte Hart, powraca w rodzinne strony aby zaopiekować się rodziną brata. Zbliżają się święta Bożego Narodzenia. W miasteczku pojawia się nikczemny deweloper, który chce ubić z mieszkańcami interes. Podejrzliwa dziennikarka zaczyna drążyć sprawę. Jednak wraz z deweloperem ulegają wypadkowi drogowemu. Oboje zapadają w śpiączkę i jako duchy krążą po mieście.

## Główne role[1]
- Nicollette Sheridan - Charlotte Hart
- Bart Johnson - Daniel Huntslar
- Olympia Dukakis - Gwen Hollander
- Tristan Lake Leabu	- Christopher Hart
- Jon Osbeck	- Jerry Hart
- Sammi Hanratty - Morgan
- Amanda Foreman - Pam
- James Kisicki - Alan Gottlieb